# 安东尼·比德尔
安东尼·比德尔（英語：Anthony Biddle，1975年6月18日—），澳大利亚男子自行车、田径运动员。他曾代表澳大利亚参加1996年、2000年和2004年夏季残疾人奥林匹克运动会，获得一枚金牌和一枚铜牌。